# Lichtenberg, Bas-Rhin

Lichtenberg este o comună în departamentul Bas-Rhin, Franța. În 1 ianuarie 2022 avea o populație de 531 de locuitori.